# Llista del Patrimoni de la Humanitat d'Albània
Són els llocs inscrits a la llista del Patrimoni de la Humanitat d'Albània de la UNESCO amb els bens del patrimoni cultural i natural. A continuació es mostra la llista i la llista provisional dels llocs a Albània.

## Patrimoni material
| La llista                                      | Nom  | Data           | Criteria                                 | Coordinates |
| ---------------------------------------------- | ---- | -------------- | ---------------------------------------- | ----------- |
| Inscrits                                       |      |                |                                          |             |
| Butrot                                         | 1996 | III            | 39° 45′ N, 20° 01′ E / 39.750°N,20.017°E |             |
| Centre històric de Berat i Gjirokastër         | 2005 | III, IV        | 40° 04′ N, 20° 07′ E / 40.067°N,20.117°E |             |
| Fageda verge dels Carpats                      | 2017 | IX             |                                          |             |
| Patrimoni Cultural i Natural del llac d'Ohrida | 2019 | I,III, IV, VII | 40° 54′ N, 20° 39′ E / 40.900°N,20.650°E |             |
| Llista indicativa                              |      |                |                                          |             |
| Amfiteatre de Durrës                           | 1996 | IV             | 41° 19′ N, 19° 27′ E / 41.317°N,19.450°E |             |
| Tombes reials de Selca i Poshtme               | 1996 | III            | 40° 56′ N, 20° 37′ E / 40.933°N,20.617°E |             |
| Apol·lònia d'Il·líria                          | 2014 | II, III, X     |                                          |             |
| Fortalesa de Bashtovë                          | 2017 | IV             |                                          |             |